# Добровольский, Аркадий Александрович
Добровольский Аркадий Александрович (24 декабря 1911, с. Козлово — 27 декабря 1982, Москва) — советский учёный-правовед, доктор юридических наук, профессор, заведующий кафедрой гражданского процесса юридического факультета МГУ, специалист по гражданскому процессуальному праву. Участник Великой Отечественной войны. Заслуженный юрист РСФСР.

## Биография
Родился 24 декабря 1911 года в селе Козлово Васильевской волости Клинского уезда Московской губернии (ныне — посёлок Козлово Конаковского района Тверской области).
В 1920-х годах работал токарем на заводе в городе Ковров Владимирской области.
Член ВКП(б) с 1932 года. В 1935 году окончил Московский институт советского права.
С 20 июня 1932 года — на военной службе. С 1941 года на фронте в звании военного юрист II ранга. Службу проходил в должности председателя военного трибунала 33 стрелковой дивизии, затем — старшего ревизора Главного Управления Военных Трибуналов Советской Армии. С 1946 по 1948 годы — член Верховного Суда СССР. С 1948 по 1953 годы — военный прокурор. Службу окончил в 17 октября 1953 года в звании подполковника юстиции.
В 1954 году защитил диссертацию на сосикание учёной степени кандидата юридических наук на тему «Участие органов государственного управления в советском граждансмком процессе».
С 1954 по 1982 годы — на преподавательской работе на юридическом факультете Московского государственного университета.
В 1966 году защитил диссертацию на соискание учёной степени доктора юридических наук на тему «Некоторые вопросы исковой формы защиты права».
С 1968 по 1982 годы — заведующий кафедрой гражданского процесса юридического факультета Московского государственного университета.
Умер 27 декабря 1982 года в Москве.

## Научная деятельность
В сферу научных интересов входило изучение проблем исковой формы защиты права, участия третьих лиц в гражданском процессе, участия государственных органов в гражданском процессе.
Им разработана и обоснована концепция арбитражного процессуального права как самостоятельной отрасли советского права.
Являлся членов научно-консультативных советов при Верховном суде СССР, Верховном суде РСФСР, Государственного арбитража при Совете Министров СССР, председателем гражданско-правовой секции Научно-методического совета по правоведению Министерства высшего и среднего образования СССР.
За годы работы им опубликовано более 70 научных работ, подготовлен ряд научных кадров.

## Награды
- Орден Отечественной войны II степени (14.06.1945)
- Орден Красной Звезды (26.02.1943)
- Медаль «За боевые заслуги» (17.05.1951)
- Медаль «За взятие Кёнигсберга» (1945)
- Медаль «За победу над Германией в Великой Отечественной войне 1941—1945 гг.» (09.05.1945)
- Заслуженный юрист РСФСР
- Знак 50 лет пребывания в КПСС (1982)

## Некоторые публикации

### Статьи
- Добровольский А. А. Участие органов государственного управления в советском гражданском процессе // Советское государство и право : научный журнал. — 1957. — № 4. — С. 61—70.
- Добровольский А. А., Иванова С. А. Судебное решение как акт защиты нарушенного или оспоренного права // Советское государство и право : научный журнал. — 1977. — № 5. — С. 106—111.
- Добровольский А. А. Советский арбитражный процесс как самостоятельная отрасль права // Хозяйственное право и государственный арбитраж : научный журнал. — 1983. — С. 125—128.
- Добровольский А. А., Иванова С. А. Основы гражданского судопроизводства Союза ССР и союзных республик и проблемы совершенствования гражданского процессуального законодательства // Вестник Московского университета : научный журнал. — 1981. — № 6. — С. 13—21.
- Добровольский А. А., Мельников А. А. Основные направления развития науки советского гражданского процессуального права // Советское государство и право : научный журнал. — 1975. — № 12. — С. 29—35.
- Добровольский А. А. О характере судопроизводства по делам об исключении имущества из описи // Советское государство и право : научный журнал. — 1955. — № 2. — С. 128—131.
- Добровольский А. А. Новое законодательство о государственном арбитраже в СССР // Вестник Московского университета : научный журнал. — 1981. — № 4. — С. 28—36.
- Добровольский А. А. Государственный арбитраж на новом этапе // Правоведение : научный журнал. — 1981. — № 1. — С. 11—19.